# Bagshot
Bagshot – wieś w Anglii, w hrabstwie Surrey, w dystrykcie Surrey Heath. Leży 43 km na zachód od centrum Londynu. Miejscowość liczy 5365 mieszkańców.